# Sagittaria sanfordii
Sagittaria sanfordii là một loài thực vật có hoa trong họ Alismataceae. Loài này được Greene miêu tả khoa học đầu tiên năm 1890.